# Colonia John F. Kennedy (Tegucigalpa)
Colonia John F. Kennedy está ubicada en el este del Distrito Central de Honduras. Originalmente fue una zona residencial de clase media; actualmente es una zona de viviendas, oficinas y  de comercio.

## Ubicación
Está ubicada en el este del Distrito Central de Honduras. Sus límites son: al norte con Col. San Ignacio, al sur con el Anillo Periférico 2, al este con el Bulevar de las Fuerzas Armadas y con Col. San Ángel y al oeste con el Bulevar Centroamérica. Tiene colindancia con las barrios: Villa Nueva, Lomas de Jacaleapa, colonia Las Palmas, residencial Plaza, San Ignacio, Guaymuras y San Ángel.
Se puede acceder a ella por transporte público: Por bus de ruta, se puede acceder por medio de los buses de las estaciones del sector oriente del Distrito Central; por microbús por medio de las estaciones de las rutas del sector oriente; por medio de las estaciones del Corredor 1, 2 y 5.

## Origen e historia
La Colonia John F. Kennedy fue fundada el 30 de junio de 1966, durante el gobierno de Oswaldo López Arellano y es una de las colonias del Distrito Central más grandes, tanto en extensión territorial como en población. Fue construida por medio del "Programa Alianza para el Progreso", que promovió el expresidente de Estados Unidos John F. Kennedy, el INVA obtuvo el primer préstamo con el Banco Interamericano de Desarrollo (BID), dinero que fue utilizado para iniciar el proyecto. Pero la Colonia John F. Kennedy empezó a tomar forma en la década de 1980, cuando empezó a urbanizarse.

## Economía y cultura
La Colonia John F. Kennedy es considerada uno de los barrios con más comercio en Tegucigalpa y Comayagüela. Dentro de la Colonia John F. Kennedy, existen dos zonas, con mucho comercio, ellas son: la "Zona Rosa", ubicada en el Bulevar Kennedy y la "Zona del Comercio", ubicada dentro de la colonia.
Dentro de la "Zona Rosa", se encuentran varios restaurantes de comida rápida como: McDonalds, Little Caesars, Burger King, Wendy's, Popeyes, Pizza Hut, Espresso Amricano, Circle K, Dunkin Donuts, entre otros; también se encuentra el Centro Comercial Santa Mónica Kennedy 1 y 2; se encuentran bancos como: Banco Azteca, BAC Bamer, Banco Ficohsa, entre otros; se encuentran supermercados como: Supermercados La Colonia; Paiz, entre otros; y algunos bares, al igual que otros sitios de interés. 
La famosa "Zona de Comercio", es una zona menos exclusiva, en la que hay varios bancos tales como, Banco Atlántida, Banco Davivienda, Banpais, entre otros; también se encuentran los supermercados: Cinco Estrellas y Despensa Familiar, ambos de línea económica; también se encuentran restaurantes como: Baleadas Kennedy, Pollo Campesino, Bigos Panadería Salman's, Baleadas La China, entre otros; y el "Mercado Kennedy", ubicado en la Calle del Comercio, lugar lleno de puestos de venta de abarrotería, ropa usada, ropa de bajo costo y de comidas en puestos ambulantes; en la "Zona del Comercio" actualmente, la zona comercial se está extendiendo hacia la calle de la escuela Oswaldo López, allí, cerca de la escuela existe ahora la floristeria Rosa de Sarón, Gimnasio Alfaro, Barberia, venta de ropa usada,  venta de abarrotería, sala de belleza, laboratorios clínicos, venta de comida los días sábado, entre otros. En esta área también se encuentra el mayor número de negocios de consumo para el público, al igual que en la "Zona Rosa".
Dentro de la Colonia John F. Kennedy existen varios hospitales y clínicas, entre los principales, Hospimed, el Centro de Salud Comunitario Kennedy y la Clínica Médica El Country; también están las escuelas: John F. Kenndy e Instituto Milla Selva, Instituto Técnico Honduras,  La Escuela de Computación Informática y Software. Dentro de la Colonia John F. Kennedy está el Estadio Emilio Larach, el cual cuenta con una capacidad para 2.000 espectadores y cuenta con grama artificial.

## Lugares de interés
- Zona Rosa (Kennedy)
- Zona de Comercio (Kennedy)
- Estadio Emilio Larach
- Estatua John. F Kennedy
- Iglesia Bautista Luz y Verdad
- Iglesia Católica Kennedy
- Parque Comunitario John F. Kennedy
- Centro de Computación Informática y Software (Calle del Comercio)
- Cerrito de la Felicidad
- Cruz Verde
- Clínica Médica El Country